# Цифу Ганьгуй
Цифу Ганьгуй (кит. трад. 乞伏乾歸, упр. 乞伏乾归, пиньинь Qǐfú Gānguī, ?-412) — сяньбийский вождь, правитель государства Западная Цинь.

## Биография

### Молодые годы
Отец Цифу Ганьгуя — сяньбийский вождь Цифу Сыфань — покорился в 371 году Ван Туну (генералу государства Ранняя Цинь), и ему было позволено сохранить своё племя и его территорию в качестве вассалов Ранней Цинь в юго-западной части современной китайской провинции Ганьсу. В 376 году Цифу Сыфань скончался, и его место унаследовал сын Цифу Гожэнь. В 383 году император Фу Цзянь решил окончательно разгромить империю Цзинь и объединить все китайские земли под своей властью. Изначально Цифу Гожэнь должен был стать одним из полководцев его войск, но в это время восстал его дядя Цифу Бутуй, и Фу Цзянь отправил Цифу Гожэня на подавление этого восстания. Однако Цифу Гожэнь объединился со своим дядей, и они объявили, что больше не подчиняются Ранней Цинь.
Первое упоминание о Цифу Ганьгуе в источниках относится к 385 году, когда после того, как Фу Цзянь потерпел страшное поражение в битве на реке Фэй, его империя начала распадаться. В 385 году Яо Чан основал государство Поздняя Цинь и убил Фу Цзяня. Узнав об этом, Цифу Гожэнь объявил себя шаньюем, а Цифу Ганьгуя назвал «верховным полководцем». Далее в источниках опять нет никаких упоминаний о Цифу Ганьгуе вплоть до смерти Цифу Гожэня в 388 году, когда в связи с тем, что Цифу Гунфу (сын Цифу Гожэня) был ещё слишком мал, на престол был возведён Цифу Ганьгуй.

### Первое правление
Цифу Ганьгуй стал создавать государственные структуры, скопированные с китайских образцов, и перенёс столицу из Юншичэна в Цзиньчэн. В 389 году Фу Дэн (император Ранней Цинь, номинальным вассалом которого Цифу Гожэнь признал себя в 387 году) даровал Цифу Ганьгую титул «Цзиньчэнского князя» (金城王).
В последующие годы Цифу Ганьгуй занялся установлением своей власти над племенами, проживающими в окрестных землях. В 391 году, когда он находился в военном походе, на его земли неожиданно напал Люй Гуан, также строящий собственное государство. Цифу Ганьгуй отбил нападение, однако это стало началом войн между двумя государственными образованиями.
В 394 году скончался Яо Чан, и Фу Дэн решил предпринять крупное наступление на Позднюю Цинь. Собирая для этого силы, он затребовал помощи от Цифу Ганьгуя, а ему самому даровал титул «Хэнаньского князя» (河南王). Однако Яо Син, наследовавший Яо Чану, разгромил Фу Дэна, и тому пришлось бежать в Пинлян, а оттуда — в горы. Фу Дэн отправил своего сына Фу Цзуна за помощью к Цифу Ганьгую, и тот отправил к нему генерала Цифу Ичжоу, но когда Фу Дэн покинул горы, чтобы встретиться с Цифу Ичжоу, то Яо Син перехватил его, взял в плен и казнил.
Фу Чун (сын Фу Дэна), узнав о смерти отца, бежал в находившийся под контролем Цифу Ганьгуя Хуанчжун и там провозгласил себя императором, а своего сына Фу Сюаня — наследником престола. Однако зимой 394 года Цифу Ганьгуй выслал его, и он бежал к одному из последних остававшихся верным его отцу генералу — Ян Дину. Ян Дин отправил войска против Цифу Ганьгуя, однако они были разгромлены, а Ян Дин и Фу Чун погибли в сражении.
В районе 395 года Цифу Ганьгуй провозгласил себя «Циньским князем» (秦王; чтобы отличать от прочих государств, также именовавших себя «Цинь», в исторических работах его государство принято называть «Западная Цинь»), и перенёс столицу в Сичэн. Осенью 395 года Люй Гуан, основавший государство Поздняя Лян, предпринял крупное наступление на Западную Цинь, и Цифу Ганьгуй признал себя его вассалом (вскоре, правда разорвав вассальные узы). Решив наказать Цифу Ганьгуя, Люй Гуан предпринял крупное наступление на Сичэн. Цифу Ганьгуй, однако, смог заманить в ловушку и уничтожить генерала Люй Яня — брата Люй Гуана, и лянские войска были вынуждены вернуться к себе. Вскоре после этого Туфа Угу провозгласил независимость от Поздней Лян и основал государство Южная Лян. В 398 году Цифу Ганьгуй послал Цифу Ичжоу против Поздней Лян, и смог вернуть часть утраченной территории.
В 400 году Цифу Ганьгуй перенёс столицу из Сичэна в те места, где она была при его брате (теперь эта местность называлась округом Ваньчуань). В том же году Яо Син отправил своего дядю Яо Шодэ в крупное наступление против Западной Цинь. Так как западноциньским войскам удалось перерезать пути снабжения армии Яо Шодэ, то Яо Син лично отправился на помощь дяде, почти уничтожил всю армию Западной Цинь и захватил большинство её городов. Цифу Ганьгуй сдался правителю государства Южная Лян Туфа Лилугу, и Западная Цинь временно прекратила своё существование. Осенью 400 года Цифу Ганьгуй бежал из Южной Лян и сдался Поздней Цинь; Яо Син дал ему титул «Гуйиского хоу» (归义侯), вернул ему его сдавшуюся армию, и поручил ему оборонять его прежнюю столицу Ваньчуань.

### На службе у Поздней Цинь
Фактически, Цифу Ганьгуй восстановил всё, что имел, начиная от армии и кончая государственными структурами, только используя теперь титул от Поздней Цинь. В 401 году он принял участие в кампании Яо Шодэ против Поздней Лян, в результате которой правитель Поздней Лян Люй Лун также был вынужден покориться Поздней Цинь.
В 402 году в Южной Лян скончался Туфа Лилугу. Цифу Чипань (сын и наследник Цифу Ганьгуя) смог, наконец, бежать из Южной Лян и воссоединиться с отцом, а ставший править в Южной Лян Туфа Нутань также вернул жену Цифу Чипаня и его детей.
В 403 году Люй Лун, от государства которого к тому времени остался, фактически, только столичный город Гуцзан, решил сдать своё государство Поздней Цинь, и Цифу Ганьгуй был одним из тех, кто эскортировал Люй Луна в Чанъань.
В последующие годы Цифу Ганьгуй стал действовать всё более и более независимо, нападая без императорского разрешения на племена, признавшие себя вассалами Поздней Цинь. Опасаясь его усиления, император Яо Син сделал его министром при своём дворе, заставив передать войска под командование Цифу Чипаня.
В 408 году Яо Син решил уничтожить Южную Лян, и отправил против неё своего сына Яо Би вместе с Цифу Ганьгуем и Лянь Чэном, однако Яо Би был разгромлен Туфа Нутанем, в результате чего Яо Сину пришлось подписать мир с Южной Лян (в том же году Туфа Нутань изменил свой титул и начал использовать собственное наименование периодов правления, тем самым разорвав вассальные отношения с Поздней цинь).
В 409 году Цифу Ганьгуй смог бежать в Ваньчуань к Цифу Чипаню, и вновь провозгласил независимость Западной Цинь, введя собственное летоисчисление.

### Вновь во главе Западной Цинь
Временно разместив свою ставку у горы Дуцзяньшань (на территории современного городского округа Байинь провинции Ганьсу), Цифу Ганьгуй в 410 году атаковал находившийся под властью Поздней Цинь округ Цзиньчэн, а затем вновь сделал своей столицей Ваньчуань. Затем он захватил ещё ряд округов, однако весной 411 года вернул Поздней Цинь захваченных чиновников и предложил мир, согласившись признать себя вассалом. Яо Син даровал ему титул «Хэнаньского князя» (河南王), однако зимой 411 года Цифу Ганьгуй захватил ещё несколько округов. Имперские власти не имели войск, чтобы ему препятствовать, а он продолжал наступление на юг и запад.
Летом 412 года Цифу Гунфу (сын Цифу Гожэня) устроил переворот и убил Цифу Ганьгуя и больше 10 его сыновей. Цифу Чипань смог подавить путч, и сел на трон сам.